# Sipko Drijber

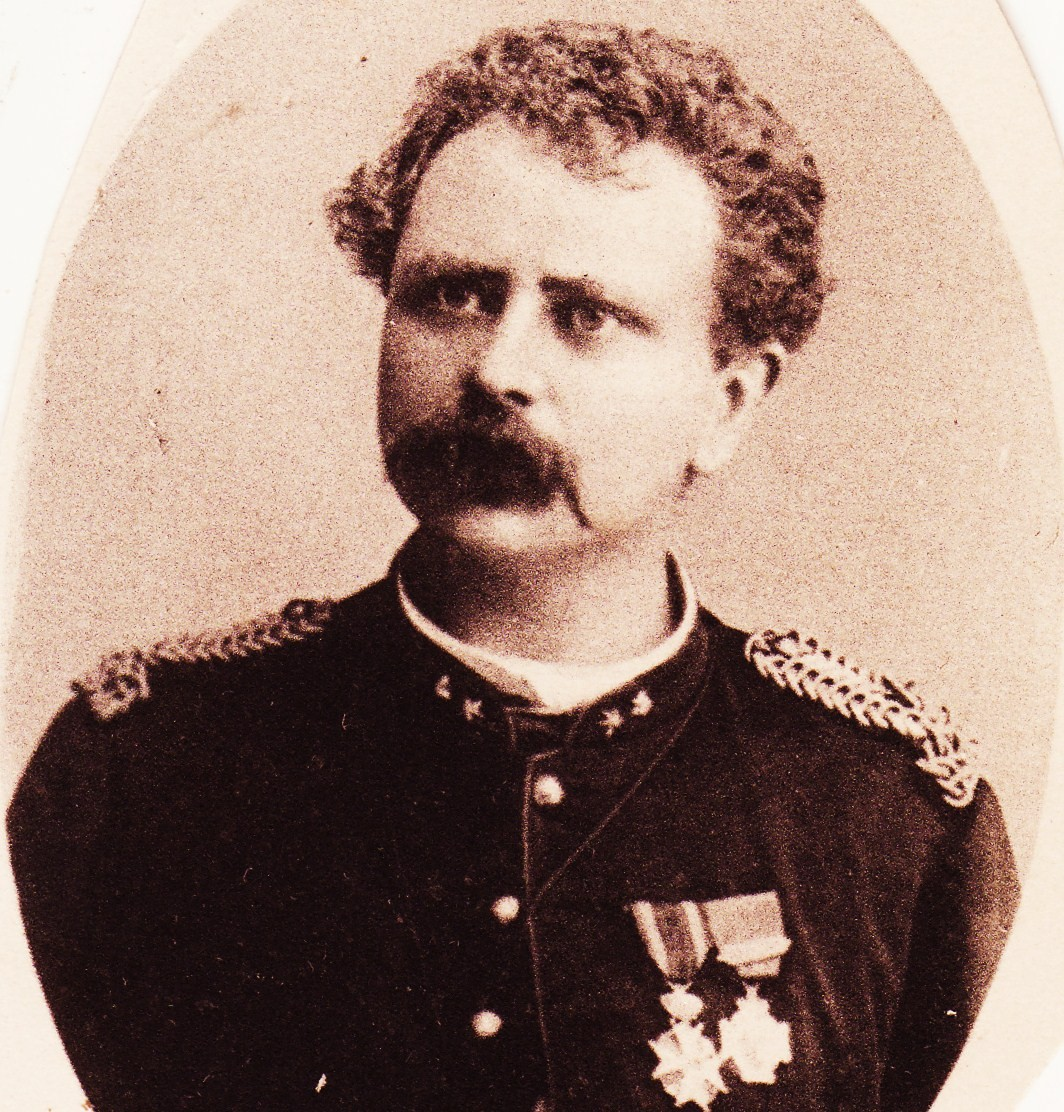
Sipko Drijber voor 1893

Sipko Adriaan Drijber (Nijensleek (gemeente Vledder), 13 januari 1859 - Voorburg, 8 juli 1942) was een Nederlandse militair.

## Loopbaan
Drijber was een zoon van Lukas Drijber. In 1879 tot 2e luitenant benoemd, vertrok hij in 1880 naar Indië en nam daar deel aan de krijgsverrichtingen in 1882, 1883 en 1884 te Atjeh. Hij werd in 1883 door een schot in de linkerkuit getroffen en kreeg in maart 1884 en schotwond aan zijn hoofd, in het gevecht ten oosten en ten westen van Lepong-Ara resp. Tjot Basetoel. Op 3 december 1892 werd Drijber vanuit Atjeh naar Nederland geëvacueerd, nadat hij zwaargewond werd bij een mislukte aanval op de Atjehse benteng Kaloet.

## Korps Koloniale Reserve
In september 1894 keerde hij als commandant van een compagnie van het Korps Koloniale Reserve uit Nijmegen per stoomschip Wilhelmina weer terug naar Indië, waar hij zich weer bijzonder onderscheidde in 1896 te Atjeh. In 1897 raakte hij te Atjeh voor de vierde keer gewond bij het verdrijven van de vijand tijdens werkzaamheden aan de verlaten benteng Kotta Baroe, nabij Segli. Hij werd luitenant-generaal van het Koninklijk Nederlandsch-Indisch Leger. Tot 1 mei 1904 was hij als luitenant-kolonel commandant van het Korps Koloniale Reserve in Nijmegen.

## Diverse
Hij vervulde behalve in het leger ook andere functies; hij was regeringscommissaris van de internerings- en vluchtelingenoorden te Veenhuizen, Nunspeet en Ede, commandant van het Koninklijk Militair Invalidenhuis Bronbeek in Arnhem en Kanselier der Nederlandse Orden. In deze laatste functie drong hij in januari 1935 aan op het -eindelijk- hervormen van de Militaire Willems-Orde. Ontwerpen voor een aan de 20e eeuw aangepaste wet lagen al sinds 1909 te verstoffen. Waar eerdere ministers niet wilden handelen bleek Colijn, zèlf een drager van de Militaire Willems-Orde, bereid om te handelen; er kwam een interdepartementale commissie en al in april 1940, precies een jaar nadat Drijber het kanselierschap aan F.M.L. baron van Geen had overgedragen werd de nieuwe wet afgekondigd. De landmachtofficier luitenant-generaal Sipko Adriaan Drijber volgde luitenant-admiraal Van den Bosch op. Het was sinds Willem III gangbaar dat officieren van Landmacht en Marine elkaar op deze post aflossen.
Drijber werd meerdere malen onderscheiden, hij werd 24 mei 1884 (KB van 17 februari 1885, nr. 15) benoemd tot Ridder in de Militaire Willems-Orde en kreeg in 1893 de eresabel voor zijn moedig gedrag bij de aanval in 1892 op de Atjehse benteng Kaloet. Hij was ook Officier in de Militaire Willems-Orde (1897), Grootofficier in de Orde van Oranje-Nassau (1933) en drager van het Grootkruis in de Orde van de Nederlandse Leeuw (1939).